# Gare de Namps - Quevauvillers
Gare de Namps - Quevauvillers vasútállomás Franciaországban, Namps-Maisnil településen.

## Vasútvonalak
Az állomást az alábbi vasútvonalak érintik:
- Amiens–Rouen-vasútvonal

## Kapcsolódó állomások
A vasútállomáshoz az alábbi állomások vannak a legközelebb:
- Gare de Saint-Roch
- Gare de Poix-de-Picardie